# アストロノーツ (ブランド)
アストロノーツ（Astronauts）は、株式会社アルカディアワークスのアダルトゲームブランド。

## 概要
2011年8月までアトリエかぐやに所属していた企画担当の桐生タツヒコが中心となり、2012年8月22日に設立された。原画のM&Mをはじめ、所属者の多くは桐生タツヒコと同じくアトリエかぐやの「TEAM HEARTBEAT」出身である。
「宇宙飛行士」を意味するブランド名は、桐生が宇宙にちなんだ名前をかっこいいと感じていたことに由来しており、「新たな道の世界に挑む挑戦者」という意味合いも込められている。
当初はシリウスのみの設立が考えられていたが、多くの人数が集まったため、「アストロノーツ・シリウス」「アストロノーツ・スピカ」「アストロノーツ・アリア」の3ブランド体制となった。さらに、2014年には「アストロノーツ・コメット」が新たに加わった。
「シリウス」「スピカ」「アリア」の3レーベルは原画家やスタッフの毛色ごとに分かれている一方、コメットはポップな作品を出すために設立されたが、現在は「シリウス」の1ブランド体制となっている。

## 作品一覧

### アストロノーツ・シリウス
- 2012年4月27日 - DEMONION 魔王の地下要塞
- 2013年3月29日 - 聖エステラ学院の七人の魔女
- 2014年4月25日 - DEMONION II 魔王と三人の女王
- 2015年4月24日 - VERETHRAGNA -征戦のデュエリスト-
- 2016年3月29日 - DUNGEON OF REGALIAS 背徳の都イシュガリア
- 2017年7月28日 - 百奇繚乱の館
- 2019年2月22日 - GUILD MASTER
- 2019年11月29日 - CHAOS DOMINAS
- 2020年2月28日 - 絶対女帝都市 ～叛逆の男・カムイ～
- 2020年8月28日 - 極限痴漢特異点[4]
- 2021年2月26日 - 極限痴漢特異点2 痴漢の証明[5]
- 2021年10月29日 - 魔王城Re:ビルド!
- 2022年7月29日 - 深淵のラビリントス[6]
- 2023年2月24日 - 極限痴漢特異点3 千年の劣情
- 2023年11月24日 - 艶嬢学園 ～【炎上女子】を指導せよ！～[7]
- 2024年9月27日 - 艶嬢学園2～熾天使たちの花園～
- 2025年6月27日 - 極限痴漢特異点NEO

### アストロノーツ・スピカ
- 2012年6月29日 - えれくと!
- 2013年8月30日 - あおぞらストライプ

### アストロノーツ・アリア
- 2012年7月27日 - すぽコン! SPORTSWEAR COMPLEX
- 2013年6月28日 - 魔導書の司書

### アストロノーツ・コメット
- 2014年10月24日 - 付喪女・あおゑ
- 2014年11月28日 - 憑夜ノ村
- 2015年8月28日 - 塔の下のエクセルキトゥス
- 2016年7月29日 - アリスティア・リメイン
- 2017年11月24日 - 艶花サクラメント
- 2018年12月21日 - これからアナタを奪うから!!!－ユウワク・ソウダツ・シスターズ－
- 2019年7月26日 - 椎名真穂のヒミツ ～ネームはHで思いつきます～
- 2020年1月31日 - 上倉雛のヒミツ ～ごほうびは私のカラダ♪～